# ليام لونش
ليام لونش (بالإنجليزية: Liam Lynch)‏ هو عازف قيثارة وموسيقي ومغني ومخرج أمريكي، ولد في 4 سبتمبر 1970 في بطرسبرغ في الولايات المتحدة.

## وصلات خارجية
- الموقع الرسمي
- ليام لونش على موقع IMDb (الإنجليزية)
- ليام لونش على موقع ألو سيني (الفرنسية)
- ليام لونش على موقع ميوزك برينز (الإنجليزية)
- ليام لونش على موقع أول موفي (الإنجليزية)
- ليام لونش على موقع قاعدة بيانات الأفلام السويدية (السويدية)
- ليام لونش على موقع أول ميوزيك (الإنجليزية)
- ليام لونش على موقع ديسكوغز (الإنجليزية)
- ليام لونش على موقع قاعدة بيانات الفيلم (الإنجليزية)
- ليام لونش على موقع كينوبويسك (الروسية)